# 科内绍夫卡
科内绍夫卡（羅馬化：Konyshyovka）是俄罗斯库尔斯克州的市级镇、科内绍夫卡区行政中心，地处库尔斯克州西部，在州府库尔斯克西偏北方。镇内设有同名铁路车站。
该地2021年人口有3,422人；2010年人口3,748；2002年人口4,132；1989年人口4,324。